# Welcome to the Videos
A Welcome to the Videos egy DVD, amely 1998-ban jelent meg és a Guns N’ Roses nevű amerikai hard rock együttes videóklipjeit tartalmazza 1987-től, 1994-ig.
Sokan hiányolták a You Could Be Mine videóklipet a Use Your Illusion II albumról. A klip a Terminátor 2. – Az ítélet napja című film jelenetei miatt nem kerülhetett fel a DVD-re. Az It’s So Easy az Appetite for Destruction albumról licencgondok miatt nem kerülhetett fel.
A „Don’t Cry” alternatív verzióját nem rakták fel, mivel lényegében ugyanaz mint az eredeti. A „Knockin’ on Heaven’s Door” klipje, amelyet a Freddie Mercury emlékkoncerten vettek fel, szintén jogi okok miatt nem szerepel.

## Videók listája
1. Welcome to the Jungle (Appetite for Destruction)
2. Sweet Child o’ Mine (Appetite for Destruction)
3. Paradise City (Appetite for Destruction)
4. Patience (G N’ R Lies)
5. Don’t Cry (Original Version) (Use Your Illusion I)
6. Live and Let Die (Use Your Illusion I)
7. November Rain (Use Your Illusion I)
8. Yesterdays (Use Your Illusion II)
9. The Garden (Use Your Illusion I)
10. Dead Horse (Use Your Illusion I)
11. Garden of Eden (Use Your Illusion I)
12. Estranged (Use Your Illusion II)
13. Since I Don’t Have You (“The Spaghetti Incident?”)